# Chengdu J-9
Chengdu J-9 (chinesisch 歼-9) war die Bezeichnung des Entwurfs für einen Abfangjäger, der bei der Chengdu Aircraft Research & Design Institute (CADI) für die chinesischen Luftstreitkräfte entwickelt worden war.

## Entwicklungsgeschichte
Die Planung der J-9 geht auf ein am 25. Oktober 1964 in Shenyang abgehaltenes Treffen zurück, auf dem die Entwicklung einer neuen Generation chinesischer Abfangjäger als Nachfolger der J-7 beschlossen wurde. Die Entwicklungsabteilung der Shenyang Aircraft Corporation (SAC), das Institut 601, erarbeitete als Reaktion zwei als J-8 und J-9 bezeichnete Parallelentwürfe. Auf dem „Kadertreffen der Führung der Luftfahrtindustrie“ Mitte Januar 1965 wurde dem Projekt J-8 höhere Priorität zugestanden, die Weiterführung der J-9-Programms jedoch empfohlen. Es wurden zwei Konzepte verfolgt: Das erste sah einen Abfangjäger für alle Höhen vor, der Mach 2,3 in 20.000 m Höhe bei einem Radius von über 450 km erreichen und auch für Bodenangriffe einsetzbar sein sollte. Die zweite Variante sah einen reinen Höhenjäger für einen Bereich von 21.000 bis 22.000 m mit einem Einsatzradius von 350 km bei Mach 2,4 bis 2,5 vor. Das Institut 601 entwarf noch im selben Jahr vier unterschiedliche Konzeptstudien mit abweichender aerodynamischer Auslegung, Tragflächenform und Anordnung der Lufteinlässe, zwei davon mit Pfeil-, eine mit Delta- und eine mit Doppeldeltaflügel.
Nach einer erneuten Festsetzung der Einsatzparameter am 1. April 1966 wurde das Projekt umgearbeitet und nach umfangreichen Windkanaltests mit Modellen entschieden sich die Entwickler für eine Flügelform ähnlich der der J-7 mit 55°-Pfeilung. Es stellte sich bei weiteren Versuchen im Windkanal bis Anfang 1967 jedoch heraus, das mit dieser als J-9A-IV bezeichneten Variante die geforderten Leistungen von Mach 2,4 in 20.000–21.000 m Höhe, 180–200 m/s Steigleistung und 3.000 km Reichweite bei 3 h Flugdauer nicht zu erreichen waren. Deshalb entstand als Zweites die J-9B-V mit Tragflächen mit 60°-Pfeilung und 62 m² Flügelfläche, ähnlich wie sie die französische Mirage III aufweist. Die dritte und schlussendlich favorisierte Auslegung sah verkleinerte Deltaflächen und Canards vor, vergleichbar mit der schwedischen Saab 37, doch ergaben sich Probleme mit der Festigkeit der Tragflügel.
Die weiteren Entwicklungsarbeiten wurden durch die Wirren der Kulturrevolution abrupt unterbrochen. Im März 1968 fiel dann die Entscheidung, die Arbeiten zu Beginn des Folgejahres fortzusetzen. Die bereits erkannten Stabilitäts- und Festigkeitsmängel verzögerten den Termin für die Wiederaufnahme auf den 3. Februar 1969. Geplant war die Fertigung einer Testserie im Werk 112 von Shenyang mit dem Ziel der Erstflugs für 1971. Da aber SAC mit der Konstruktion der J-8 ausgelastet war, wurde entschieden, das Programm nach Chengdu zum 1958 gegründeten Flugzeughersteller ins Werk 132 mit dem Entwicklungsinstitut 611 zu verlegen. Als neuer Projektleiter wurde Shounan Wang bestimmt. Erneute Änderungen der Leistungsforderungen, denen sich noch weitere der Luftstreitkräfte anschlossen, erforderten abermals eine Überarbeitung der J-9 und verzögerten die Entwicklung erneut um mehrere Jahre. Triebwerksprobleme mit dem geplanten WS-6 taten ihr übriges. Am 18. Februar 1975 erging eine letztmalige Forderung zum Erreichen von Mach 2,5–2,6 in 23.000 m bei einer Steigleistung von 220 m/s und 2.000 km Reichweite. Am 23. Dezember 1975 wurde die Fortführung des J-9-Programms bestätigt und die Finanzierung bis 1983 festgelegt. Nun sollte eine Kleinserie von fünf Erprobungsträgern in der Variante J-9B-VI aufgelegt werden, die zum Übergang 1980/1981 erstmals fliegen sollten. Letztendlich wurde dieses Vorhaben nicht umgesetzt. Das Programm wurde 1979 eingestellt. Die optisch ähnliche Chengdu FC-1 wird häufig fälschlich ebenfalls als J-9 bezeichnet.

## Technische Daten
| Kenngröße             | Daten                                    |
| --------------------- | ---------------------------------------- |
| Besatzung             | 1                                        |
| Länge                 | 18,2 m                                   |
| Spannweite            | 14,4 m                                   |
| Leermasse             | 13.000 kg                                |
| Höchstgeschwindigkeit | Mach 2,5                                 |
| Einsatzreichweite     | 2000 km                                  |
| Triebwerke            | 1 × Turbojet Woshan WS-6 mit Nachbrenner |